# 20
Évszázadok: i. e. 1. század – 1. század – 2. század
Évtizedek: i. e. 20-as évek – i. e. 10-es évek – i. e. 1-es évek – 1-es évek – 10-es évek – 20-as évek – 30-as évek – 40-es évek – 50-es évek – 60-as évek – 70-es évek
Évek: 15 – 16 – 17 – 18 –  19 – 20 – 21 – 22 – 23 – 24 – 25

## Események

### Római Birodalom
- Marcus Valerius Messala Barbatust és Marcus Aurelius Cotta Maximus Messalinust választják consulnak.
- Cnaeus Calpurnius Pisót letartóztatják és egy szenátusi vizsgálóbizottság elé állítják. Számos bűnnel vádolják, köztük Germanicus meggyilkolásával, de csak hatáskörének túllépését sikerül rábizonyítani. Ennek ellenére még az ítélet kihirdetése előtt börtönében öngyilkos lesz.
- Lucius Apronius africai proconsulnak sikerül rajtaütnie a rómaiakat már évek óta gerillamódszerekkel zaklató berber lázadó, Tacfarinas bázisán, ahol az a rablott zsákmányt gyűjtötte össze. Tacfarinas elmenekül, de Aproniust kitüntetik.
- Germanicus fia, Nero Iulius Caesar feleségül veszi Iulia Liviát (Tiberius császár unokáját, Drusus Iulius Caesar lányát)

## Halálozások
- Cnaeus Calpurnius Piso, római politikus
- Vipsania Agrippina, Tiberius császár első felesége

## Fordítás
- Ez a szócikk részben vagy egészben  a(z)   20 című francia Wikipédia-szócikk ezen változatának fordításán alapul.  Az eredeti cikk szerkesztőit annak laptörténete sorolja fel. Ez a jelzés csupán a megfogalmazás eredetét és a szerzői jogokat jelzi, nem szolgál a cikkben szereplő információk forrásmegjelöléseként.